# 岡田哲
岡田 哲（おかだ てつ、1931年9月 - ）は、日本の食文化史研究家。

## 略歴
神奈川県横浜市生まれ。1956年東京大学農学部農芸化学科卒業。1990年まで日清製粉勤務、1994-1997年放送大学食文化史担当。全国調理師養成施設協会『調理用語辞典（改訂版）』の編集委員。

## 著書
- 『コムギ粉の食文化史』朝倉書店 1993
- 『とんかつの誕生 明治洋食事始め』講談社選書メチエ 2000 講談社学術文庫、2012
- 『ラーメンの誕生』2002 ちくま新書
- 『食文化入門 百問百答』東京堂出版 2003

### 編著・監修
- 『日本の味探究事典』編 東京堂出版 1996
- 『世界の味探究事典』編 東京堂出版 1997
- 『食の文化を知る事典』編 東京堂出版 1998
- 『コムギ粉料理探究事典』編 東京堂出版 1999
- 『コムギの食文化を知る事典』編 東京堂出版 2001
- 『たべもの起源事典』編 東京堂出版 2003 『たべもの起源事典 日本編』ちくま学芸文庫、2013
- 『世界たべもの起源事典』編 東京堂出版 2005 『たべもの起源事典 世界編』ちくま学芸文庫 2014
- 『食べものの伝来がわかる絵事典 「食」の知識を深めよう いつ・どこから来たの?』監修 PHP研究所 2007